# Angical
Angical é um município brasileiro do Estado da Bahia, situado na Mesorregião do Extremo Oeste Baiano e na Microrregião de Cotegipe.

## Geografia
Segundo o Censo 2022 do IBGE, sua população é de 13 732 habitantes.
E com base nos levantamentos feito pelo IBGE referente ao ano de 2015 (ano-base 2017), o município possui PIB de R$126.413.000,00 (Lista de municípios da Bahia por PIB (2015)).
Angical está localizada no oeste baiano, a 886 km da capital Salvador e a 40 km de Barreiras, que é a capital regional, com a qual se interliga por meio da Rodovia Estadual BA-447.

## Organização político-administrativa
Sendo um município do Brasil, Angical é administrada por dois poderes, o executivo e o legislativo, independentes e harmônicos entre si. O primeiro é representado pelo prefeito, auxiliado pelo seu gabinete de secretários e eleito pelo voto popular para um mandato de quatro anos, sendo permitida uma única reeleição para mais um mandato consecutivo, enquanto que o segundo é representado pela Câmara Municipal de Angical, órgão colegiado de representação dos munícipes que é composto por 9 vereadores também eleitos por sufrágio universal.
As atuais autoridades que ocupam cargos da organização político-administrativa de Angical são as seguintes (data: 26 de novembro de 2023):
- Prefeito: Antonio Francisco dos Santos Neto - PSD (2023/-)[11][12][13]
- Vice-prefeito: vago[11][13]
- Presidente da Câmara: Ésio Junior "Júnior de Dinó" - PP (2023/-)[14][15]